# 塔拉西夫卡 (卡贊卡區)
47°53′46″N 32°55′0″E / 47.89611°N 32.91667°E
塔拉西夫卡（烏克蘭語：Тарасівка），是烏克蘭南部的村莊，隸屬尼古拉耶夫州的巴什坦卡區。該村始建於1865年，面積0.43平方公里，海拔高度123米，2001年人口56，人口密度每平方公里130.2人。